# 정종수 (1953년)
정종수(鄭鍾秀, 1953년 8월 5일 ~ , 충북 옥천)는 대한민국의 공무원이다. 

## 학력
- 대전고등학교 졸업
- 충남대학교 법학 학사
- 충남대학교 대학원 법학석사
- 사이타마 대학교 대학원 정치학 석사
- 충남대학교 대학원 정치학 박사

## 경력
- 제22회 행정고시 합격
- 노동부 노사협력관
- 노동부 고용정책실 고용총괄심의관
- 노동부 고용정책실 고용정책심의관
- 교육인적자원부 평생직업국장
- 노동부 노사정책국장
- 서울지방노동위원회 위원장
- 노동부 고용정책본부장
- 노동부 정책홍보관리본부장
- 노동부 차관
- 중앙노동위원회 위원장
- 배재대학교 초빙교수
- 순천향대학교 석좌교수